# Mandelkremla
Mandelkremla (Russula integra) är en kremla som används som matsvamp. Den har ett vitt kött med en nötliknande smak. Svampen anrättas ofta för sig då dess speciella smak framträder fint, men den är en svamp med mångsidig användning som även kan passa bra anrättad tillsammans med andra svampar.
Mandelkremlan trivs på kalkrik mark och växer ofta tillsammans med gran. Hatten hos unga exemplar är halvklotformad, men senare blir den mer välvd. Hos äldre exemplar är hatten till formen utbredd och har en fördjupning i mitten. Hattens bredd är 6–12 centimeter. Ovansidan på hatten slät. Färgen är varierande, från mörkt brunaktig till ljust gulbrunaktig. Även rödbrunaktiga exemplar förekommer. När det är fuktigt blir hattens yta klibbig. 
Svampens skivor är glest sittande och jämförelsevis tjocka, men trots det går de lätt sönder. Hos unga exemplar är skivorna vitaktiga, med senare gular de och hos äldre exemplar är skivorna närmast ockragula. Även sporerna är ockragula.
Foten är vanligen vitaktig och jämnbred och har en höjd på 5–10 centimeter.